# SMS Kaiser Karl der Große
SMS Kaiser Wilhelm der Große byla německá bitevní loď (predreadnought) třídy Kaiser Friedrich III. postavená pro německé císařské námořnictvo. Jméno dostala podle císaře Karla Velikého a její stavba probíhala v Hamburku v loděnici Blohm & Voss, kde byl její kýl položen v září 1898 a v říjnu 1899 byla spuštěna na vodu. Stávka v loděnici a náhodné najetí na mělčinu zpozdily dokončení až do února 1902, čímž se stala poslední lodí své třídy, která vstoupila do služby. Vyzbrojena byla čtyřmi děly ráže 240 mm (9,4 palce) ve dvou dělových věžích po dvou a dosahovala maximální rychlost 17,5 uzlů (32,4 km/h; 20,1 mph).
Kaiser Karl der Grosse sloužil u floty aktivně až do roku 1908 a v době míru se účastnil běžné rutiny cvičných plaveb a manévrů. Od roku 1908 vstupovaly do služby nové bitevní lodě typu dreadnought, čímž byl Kaiser Karl der Grosse z aktivní služby vyřazen a umístěn do záložní divize. Po vypuknutí první světové války v srpnu 1914 byl vrácen do aktivní služby zpět jako loď pobřežní obrany u V. bitevní eskadry, ačkoli v únoru 1915 byl znovu převeden do zálohy. Kaiser Karl der Grosse pak krátce sloužil jako cvičná loď a ukončil svou kariéru jako vězeňská loď pro válečné zajatce ve Wilhelmshavenu. Po německé porážce v listopadu 1918 byla prodána do šrotu a v roce 1920 sešrotována.